# Burnside Ridges
Burnside Ridges är en bergstopp i Antarktis. Den ligger i Östantarktis. Australien gör anspråk på området. Toppen på Burnside Ridges är 245 meter över havet.
Terrängen runt Burnside Ridges är kuperad åt nordväst, men åt sydost är den platt. Trakten är obefolkad. Det finns inga samhällen i närheten. 